# Arrhabaios I. von Lynkestis
Arrhabaios I. (altgriechisch Ἀρραβαῖος Arrhabaíos), Sohn des Bromeros, war ein Fürst der obermakedonischen Landschaft Lynkestis im 5. vorchristlichen Jahrhundert.
Arrhabaios trat ab dem Jahr 424 v. Chr. als Gegenspieler des makedonischen Königs Perdikkas II. und dessen Verbündeten Brasidas auf. Wahrscheinlich um das Jahr 422 v. Chr. wurde ihm seine Selbstständigkeit in einem Vertrag zwischen Perdikkas II. und Athen bestätigt.
Er hatte zwei Kinder:
- Arrhabaios II., Fürst von Lynkestis.[4]
- eine Tochter, die mit Sirras verheiratet wurde.[5]